# Mount Wilson-observatoriet
Mount Wilson-observatoriet (engelska: Mount Wilson Observatory) (MWO) är ett astronomiskt observatorium i Los Angeles County, Kalifornien i USA, grundlagt 1904. Observatoriet ligger på Mount Wilson, en 1 742 meter hög bergstopp i San Gabriel Mountains nära Pasadena, nordost om Los Angeles.
Observatoriet har ett flertal instrument: bland andra 1,5 meter Haleteleskopet på plats 1908, 2,5 meter Hookerteleskopet på plats 1917 och tre solteleskop det första numera för undervisning, de andra två av torntyp 18 meter och 46 meter färdigbyggda 1908 respektive 1912.

### Fotnoter
1. ↑  ”Mount Wilson-observatoriet” (på norska). Store norske leksikon. https://snl.no/Mount_Wilson-observatoriet. Läst 29 januari 2016.
2. ↑  ”Hopp för brandhotat observatorium”. Dagens nyheter. 3 september 2009. http://www.dn.se/nyheter/varlden/hopp-for-brandhotat-observatorium/. Läst 29 januari 2016.